# Tržek (železniční zastávka)
Tržek je železniční zastávka (dříve též nákladiště) nacházející se severně od obce Tržek v okrese Svitavy. Zastávka leží v km 19,790 neelektrizované jednokolejné trati Choceň–Litomyšl mezi dopravnami Cerekvice nad Loučnou a Litomyšl.

## Historie
Trať procházející zastávkou byla zprovozněna 22. října 1882, ke stejnému datu byla zprovozněna i zastávka s tehdejším názvem Trzek.
Po roce 1918 byl zaveden název i s háčkem, tj. Tržek , výjimkou byla pouze léta 1939 až 1945, kdy se používalo dvojjazyčné označení Tirschek / Tržek.
V nákladišti odbočovala nakládková kolej ke skladišti mlýnů v Tržku, odbočné kolejiště bylo později sneseno a zůstala jen traťová kolej.

## Popis zastávky
V zastávce je u traťové koleje zřízeno vnější jednostranné nástupiště o délce 60 m s nástupní hranou ve výšce 300 mm nad temenem kolejnice. Přístup k zastávce je úrovňový z místní komunikace.

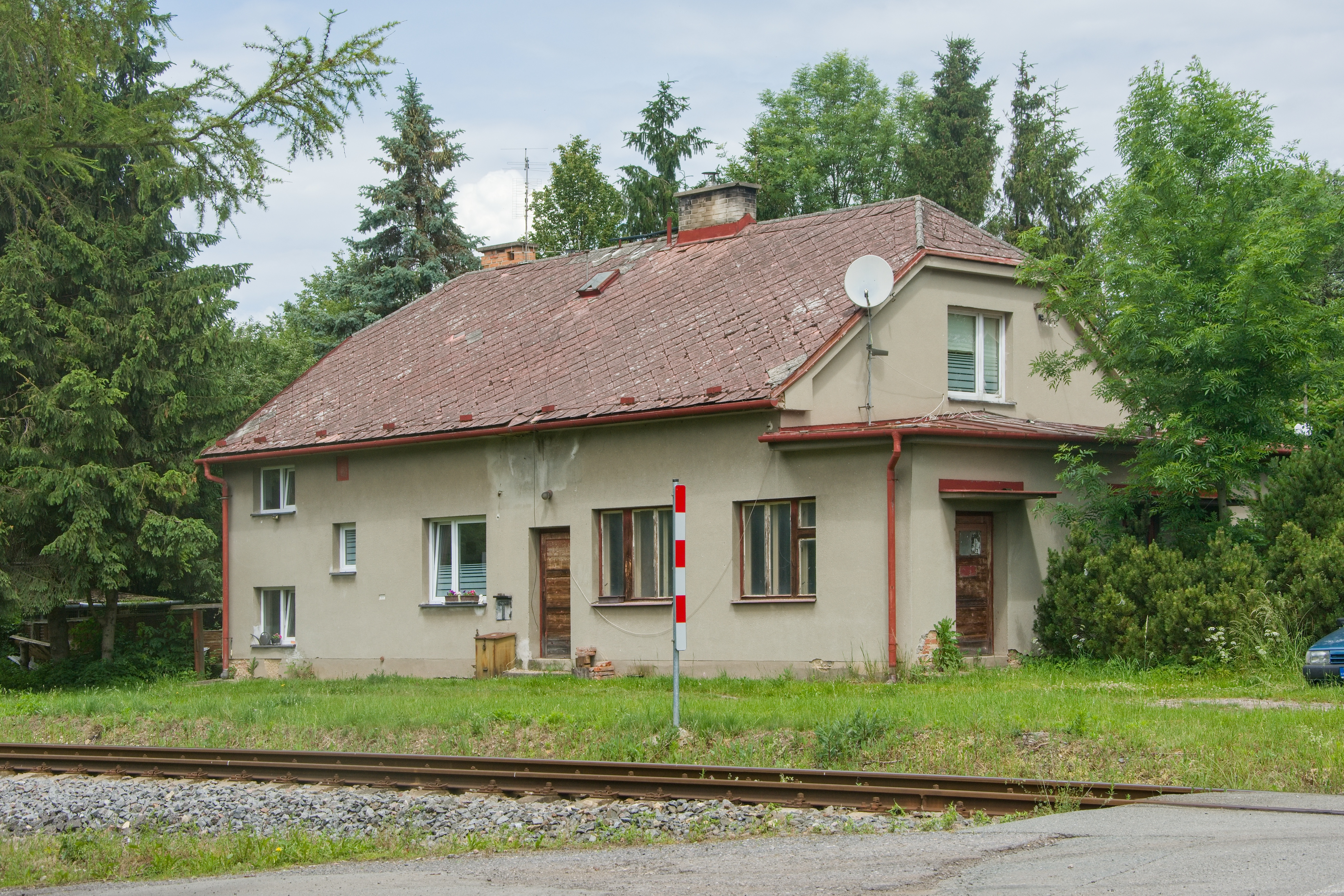
Původní budova zastávky

U zastávky se nachází bývalá nádražní budova, která již neslouží železničnímu provozu ani cestujícím, pro které je k dispozici přístřešek. Ve směru od Chocně se budova nachází vlevo, následuje železniční přejezd a za ním je vlevo nástupiště a přístřešek.
Přímo u zastávky se v km 19,769 nachází přejezd P5185, který je zabezpečen výstražnými kříži. Jedná se o křížení trati se silnicí . III/35841 Tržek – Morašice.